# Kościół Podwyższenia Krzyża Świętego w Starym Chrapowie
Kościół Podwyższenia Krzyża Świętego w Starym Chrapowie – katolicki kościół filialny zlokalizowany we wsi Stare Chrapowo w gminie Bielice, w powiecie pyrzyckim (województwo zachodniopomorskie). Należy do parafii Matki Bożej Królowej Polski w Bielicach.

## Historia i architektura
Kościół, wzniesiony na przełomie XV i XVI wieku, jest późnogotycką budowlą kamienną, sytuowaną na planie prostokąta. Szczyt wschodni rozczłonkowany, zdobiony jest blendami. W nawie znajdują się ostrołukowe okna oraz ostrołukowy portal, przerobiony z otworu okiennego. Od strony zachodniej do kościoła dostawiona jest masywna, kwadratowa wieża, ozdobiona blendami. W jej przyziemiu znajduje się drugi portal wejściowy. W 1769 roku świątynia została przebudowana.
Kościół doznał poważnych zniszczeń podczas II wojny światowej. Oryginalne wyposażenie uległo zniszczeniu. Został odbudowany w latach 1977–1986. Konsekrował go w dniu 2 czerwca 1986 roku proboszcz parafii w Bielicach ks. Czesław Leśniak TChr.